# しのはら史絵
しのはら 史絵（しのはら しえ）は、日本の脚本家、作家。
地上波連続ドラマ、2時間ドラマプロット、ラジオドラマシナリオ、実話怪談の執筆・舞台の主催など広く活動している。

## 著作
- 2017年9月『お化け屋敷で本当にあった怖い話』（TOブックス）（ASIN B075T6TGG5）
- 2020年1月『異職怪談～特殊職業人が遭遇した26の怪異～』（共著/竹書房）（ISBN 978-4801304314）
- 2020年2月『高崎怪談会 東国百鬼譚』（共著/竹書房）（ISBN 9784801921856）
- 2020年12月『弔い怪談 葬歌』（竹書房）（ISBN 978-4801924994）
- 2021年6月『趣魅怪談~特殊趣味人が遭遇した21の怪異』（共著/彩図社）（ISBN 978-4801305335）
- 2022年4月『弔い怪談 呪言歌』（竹書房）（ISBN 978-4801930896）
- 2022年11月『恐怖箱 呪霊不動産』（竹書房）（ISBN 978-4801933484）
- 2023年4月『呪物怪談』（竹書房）（ISBN 978-4801935228）
- 2023年11月『お道具怪談』（竹書房）（ISBN 978-4801937857）
- 2024年6月『たらちね怪談』（竹書房）（ISBN 978-4801940338）
- 2024年11月『着ル怪談』（竹書房）（ISBN 978-4801942332）

## DVD
- 2021年4月『怪奇蒐集者 しのはら史絵』（楽創舎）

## 受賞歴
- 2021年 - 竹書房Presents 怪談総選挙2020 7位 ランクイン[2]